# Salud de las mujeres en India
La salud de las mujeres en India podría ser analizada en términos de múltiples indicadores, que pueden variar de geografía, nivel socioeconómico y cultura. Para mejorar adecuadamente la salud de las mujeres en India, múltiples dimensiones del bienestar deben ser analizadas en relación con la salud global promedio y también comparada con la salud de los hombres en India. La salud es un factor importante que contribuye al bienestar humano y al crecimiento económico.
Actualmente, las mujeres en India enfrentan una multitud de problemas de salud, que a la larga afectan la producción de la demanda agregada. 
Al examinar las desigualdades de género, clase o etnias que existen en el cuidado de la salud, se puede contribuir al desarrollo a través de la creación de la calidad de los  recursos humanos e incrementar los niveles de ahorros e inversión.

## Desigualdades de género en el acceso a la atención médica
La Organización de las Naciones Unidas categoriza a India como un país de medios ingresos.  Investigaciones realizadas por el World Economic Forum indican que India es uno de los países con niveles más altos de desigualdad de género. En el informe sobre el Desarrollo Humano del Programa de las Naciones Unidas del 2011, India ocupó el lugar 132 de 187 en términos de la desigualdad de género. El valor de este indicador multidimensional, el Índice de Desigualdad de Género (IDG) se determina por varios factores, incluyendo la tasa de mortalidad materna, tasa de fertilidad en adolescentes, logros educativos y la tasa de empleo. La desigualdad de género en India es ejemplificada por la baja probabilidad de las mujeres de aprender a leer, continuar su educación y conseguir trabajo.
El género es una de las muchas determinantes sociales de la salud —que incluye factores sociales, económicos y políticos— que juega un papel importante en la salud de las mujeres de India. Por lo tanto, el alto nivel de desigualdad de género en India afecta negativamente a la salud de las mujeres. El rol que el género desempeña en el acceso a la atención médica puede ser determinado al examinar la asignación de recursos en el hogar y en la  esfera pública. La discriminación de género comienza antes del nacimiento; el sexo femenino es el más abortado en India. Si un feto femenino no es abortado, el embarazo de la madre puede ser una experiencia estresante, debido a la preferencia de un hijo por parte de la familia de ella. Una vez nacidas, las hijas son propensas a ser menos alimentadas que los hijos, sobre todo si ya hay muchas hijas en la casa. Conforme las mujeres se acercan a la edad adulta, se presentan muchas barreras que les impiden adquirir niveles equitativos en la salud; estas barreras provienen del bajo estatus de las niñas y las mujeres en la sociedad de India, particularmente en las áreas rurales y en zonas afectadas por la pobreza.
El bajo estatus de la mujer en India y la consecuente discriminación contra ella pueden ser atribuidos a muchas  normas sociales. Las fuerzas sociales, el patriarcado, la jerarquía y las familias multigeneracionales contribuyen a los  roles de género en India. Los hombres usan privilegios mayores y derechos superiores para crear una sociedad desigual que deja a las mujeres sin poder. Esta estructura está ejemplificada por la baja participación femenina en el parlamento nacional de India y en el mundo laboral. Con menos participación en la esfera pública —ejemplificado por las tasas de empleo y la participación política— y el estigma de ser menos valiosas dentro de una familia, las mujeres enfrentan una forma marcada de discriminación de género. 
Las mujeres también son vistas como menos valiosas, debido a las obligaciones del matrimonio. Aunque ilegalmente, las normas culturales de India, a menudo requieren el pago de un dote a la familia del esposo. La mayor carga financiera futura de las hijas crea una estructura de poder que favorece a los hijos en la formación de hogares. Además, las mujeres son a menudo percibidas como incapaces de cuidar de los padres en la vejez , lo que crea una mayor preferencia por los hijos varones.

Las desigualdades de género, a su vez, están directamente relacionadas con los pobres resultados de salud para las mujeres. Numerosos estudios han encontrado que las tasas de ingreso en los hospitales varían dramáticamente con el género, con los hombres visitando los hospitales con mayor frecuencia que las mujeres. El acceso diferenciado al cuidado de la salud ocurre porque las mujeres típicamente tienen el derecho a una menor proporción de los recursos del hogar y así utilizar los recursos sanitarios en menor medida que los hombres.
Amartya Sen ha atribuido el acceso a menos recursos del hogar a su débil poder de negociación dentro del mismo. Además, también ha sido encontrado que las mujeres indias frecuentemente no reportan con exactitud sus enfermedades.La inexactitud del reporte sobre la enfermedad puede contribuir a estas normas culturales y expectativas de género dentro del hogar. El género también influye dramáticamente el uso de la atención prenatal y la utilización de inmunizaciones.
Un estudio por Choi en el 2006 encontró que en las áreas rurales los niños son más propensos a recibir inmunización que las niñas. Este descubrimiento ha llevado a los investigadores a creer que el sexo de un niño lleva a los diferentes niveles de atención de la salud que se administran en las zonas rurales. También hay un componente de género asociado a la movilidad. Las mujeres indias son más propensas a tener dificultades para viajar en el espacio público que los hombres, lo que resulta en una mayor dificultad para acceder a servicios.

### Conflictos cooperativos con enfoque a los sesgos de género
Los conflictos cooperativos de Amartya Sen se aproximan a enfatizar las desventajas de los sesgos del género en las mujeres a través de tres respuestas diferentes: malestar, interés percibido y respuestas de contribución percibida.
La respuesta del malestar—derivada del Equilibrio de Nash—describe posiciones de ruptura entre los individuos durante las decisiones cooperativas.Cuando la posición de ruptura de un individuo es menor que la de la otra persona, la solución a cualquier conflicto resultará al final, en condiciones menos favorables para el primer individuo. En términos de la salud de las mujeres en India, la desventaja general de género que enfrentan las mujeres —representada por los factores sociales y culturales que favorecen a los hombres sobre las mujeres— afecta negativamente su habilidad de tomar decisiones en cuanto a la búsqueda de la atención médica.  
La respuesta del interés describe el resultado de una decisión negociada cuando un individuo atribuye menos valor a su bienestar. Cualquier solución de negociación se deriva entre el individuo antes mencionado y otro individuo, el cual siempre dará lugar a un resultado menos favorable para la persona que concede menos valor a su bienestar.  El estado de salud de las mujeres en India se refiere a la respuesta de interés percibido por las prácticas sociales y culturales que crean un ambiente donde la autoestima de la mujer es marginada en comparación con los hombres. Por lo tanto los resultados relacionados con las decisiones de atención médica dentro de los hogares favorecerán a los hombres, debido a una mayor autoestima.
La respuesta de contribución percibida describe la posición más favorable de un individuo cuando la contribución del mismo se percibe como una contribución mayor a un grupo que otros individuos del mismo. La percepción más favorable le da al individuo un mejor resultado en una solución de negociación. En cuanto a la salud de las mujeres en la India, la contribución percibida de los hombres a la productividad de los hogares es más alta que la de las mujeres , lo que afecta en última instancia, el poder de negociación que tienen las mujeres en lo que respecta al acceso a la asistencia sanitaria.

## Problemas con el sistema de la salud en India
Hablando del sistema de atención de la salud en el siglo 21, India es afectado en términos del número de profesionales de la salud incluyendo médicos y enfermeras. El sistema de la salud también está muy concentrado en las zonas urbanas. Esto da lugar a que muchas personas de las zonas rurales busquen atención de personas no calificadas lo cual concluye con resultados variables. También se ha encontrado que muchas personas que dicen ser médicos, en realidad carecen de capacitación formal. Casi el 25 por ciento de los médicos clasificados como proveedores alopáticos en realidad no tienen ninguna formación médica; este fenómeno varía geográficamente
Las mujeres se ven afectadas negativamente por el sesgo geográfico dentro de la aplicación del actual sistema de salud en India. De todos los trabajadores de la salud en el país, casi dos terceras partes son hombres. Esto afecta especialmente a las zonas rurales en las que se ha encontrado que de todos los médicos, sólo el 6 por ciento son mujeres. Esto se traduce en aproximadamente 0,5 mujeres médicos alopáticas por cada 10.000 personas en las zonas rurales.
La disparidad en el acceso a la atención materna entre las poblaciones rurales y urbanas es una de las ramificaciones de un sistema médico urbano altamente concentrado.
Según la Encuesta Nacional de Salud Familiar del Gobierno de India (NFHS II, 1998-1999) la mortalidad materna en las zonas rurales es de aproximadamente 132% el número de la mortalidad materna en las zonas urbanas.
El Gobierno de la India ha tomado medidas para calmar algunas de las actuales desigualdades de género. En 1992, el gobierno de India estableció la National Commission for Women. La Comisión estaba destinada a hacer frente a muchas de las desigualdades que enfrentan las mujeres, específicamente la violación, la familia y la tutela. Sin embargo, la lentitud de los cambios en el sistema judicial y las normas culturales antes mencionados han impedido la plena adopción de las políticas destinadas a promover la igualdad entre hombres y mujeres.
En 2005 la India promulgó la National Rural Health Mission (NHRM). Algunos de sus objetivos principales eran reducir la proporción de la mortalidad infantil y la mortalidad materna. Además, el MNSR pretendía crear el acceso universal a los servicios de salud pública y también equilibrar la relación entre los géneros. Sin embargo, en 2011 un estudio de investigación realizado por Nair y Panda, encontró que aunque India era capaz de mejorar algunas medidas de la salud materna desde la promulgación de la NHRM en 2005, el país aún estaba lejos de la mayoría de las economías emergentes.

## Resultados

### Malnutrición y Morbilidad

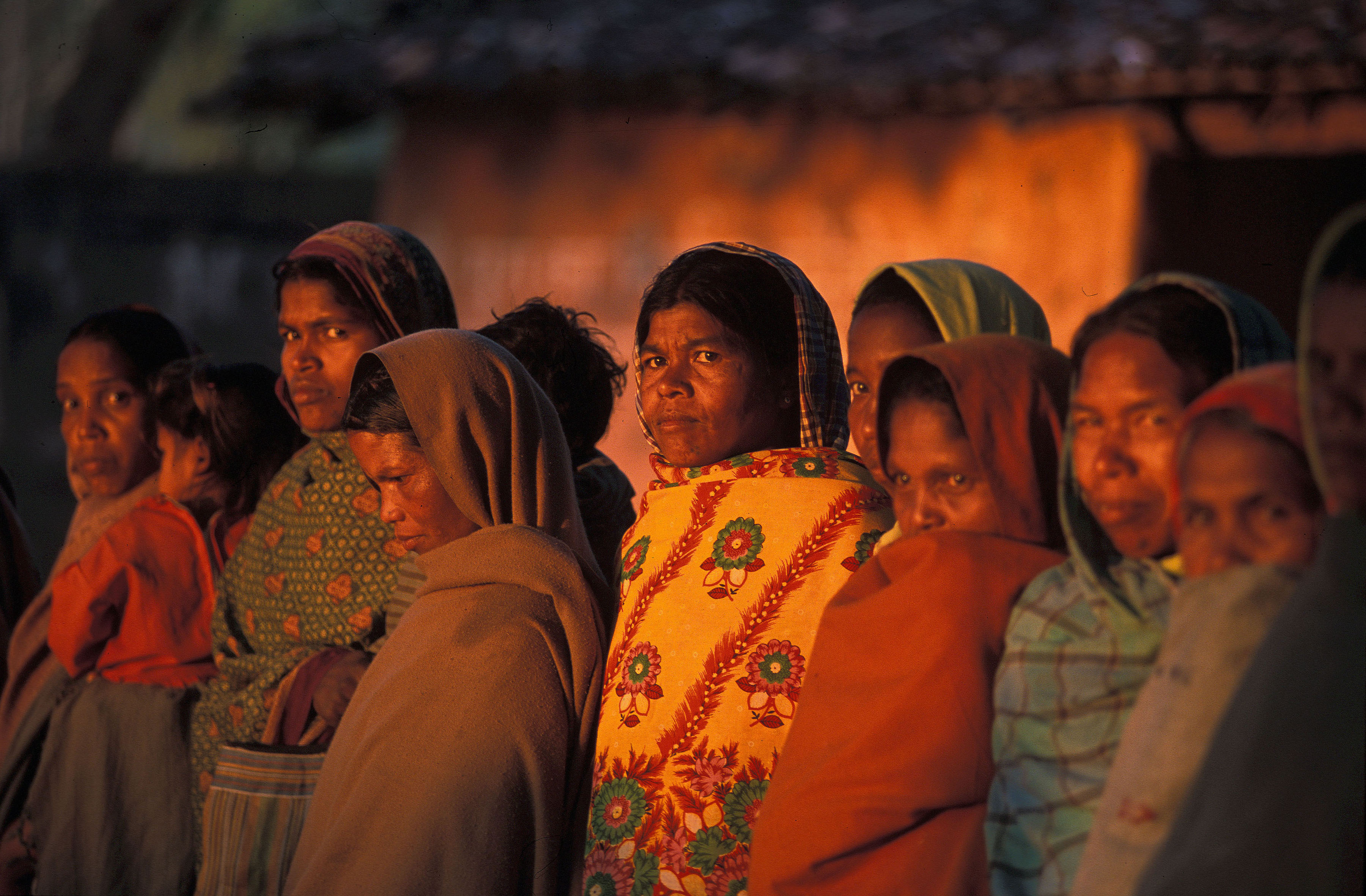
Poverty and malnutrition are common issues faced by Indian women.

La nutrición juega un papel importante en la salud general del individuo; el estado de la salud física y psicológica a menudo es drásticamente afectado por la presencia de la malnutrición. Actualmente India tiene una de las tasas más altas de mujeres desnutridas entre los países en vías de desarrollo. Un estudio en el 2000 encontró que cerca del 70% de las mujeres no embarazadas y 75% de las mujeres embarazadas eran anémicas en términos de deficiencia de hierro. Uno de los principales causantes de la malnutrición es la selección específica de género para la distribución de los recursos alimenticios.
Un estudio de 2012 por Tarozzi encontró que la ingesta nutricional de los jóvenes adolescentes es aproximadamente igual.  Sin embargo, la tasa de malnutrición aumenta para las mujeres al entrar a la edad adulta.  
Además, Jose et al. encontró que la desnutrición aumenta para las mujeres alguna vez casadas en comparación con las mujeres no casadas.
La Malnutrición materna ha sido asociada con un mayor riesgo de la mortalidad materna y los defectos de nacimiento del niño. Abordar el problema de la desnutrición conduciría a resultados beneficiosos para las mujeres y los niños.

### Cáncer de mama
India se enfrenta a una epidemia de cáncer en crecimiento, con un gran aumento en el número de mujeres con cáncer de mama. Para el año 2020 casi el 70 por ciento de los casos de cáncer en el mundo vendrá de países en desarrollo, con una quinta parte de los casos procedentes de India.
Gran parte del aumento repentino de los casos de cáncer de mama se atribuye al aumento de la occidentalización del país . Esto incluye, pero no se limita a, la dieta occidentalizada, mayores concentraciones urbanas de las mujeres, y tener hijos más tarde. Adicionalmente, los problemas con la infraestructura de atención de la salud en India impiden exámenes adecuados y acceso para las mujeres, en última instancia reduciendo la calidad de los resultados de salud en comparación con la mayoría de los países desarrollados. Así como en 2012, India sigue teniendo un déficit de oncólogos y centros de cáncer, forzando más el sistema de salud.

### Salud reproductiva

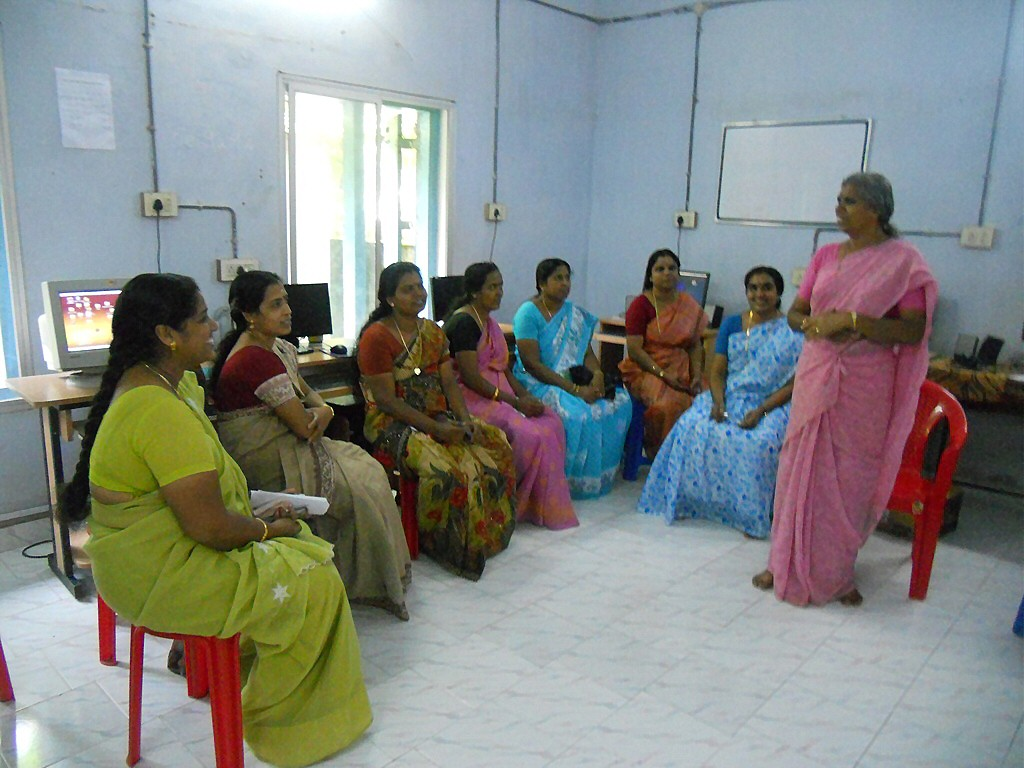
Salud Reproductiva: Conciencia parental social en Kerala.

La falta de salud materna contribuye a futuras diferencias económicas para las madres y sus hijos. La deficiente salud materna a menudo afecta la salud de un hijo en maneras adversas y también disminuye la habilidad de una mujer para participar en las actividades económicas. 
Por lo tanto, los programas nacionales de salud tales como la National Rural Health Mission (MHRN) y el Programa de Bienestar Familiar se han creado para atender las necesidades de salud materna de las mujeres en toda la India.
Aunque India ha experimentado un crecimiento espectacular en las dos últimas décadas, la mortalidad materna sigue siendo obstinadamente elevada en comparación con muchos países en desarrollo. Como una nación, India ha aportado cerca del 20% de todas las muertes maternas a lo largo del mundo entre 1992 y 2006.  Las razones primordiales para los altos niveles de la mortalidad materna están relacionadas con las condiciones socioeconómicas y las restricciones culturales limitando el acceso al cuidado.
Sin embargo, la mortalidad materna no es idéntica en toda la India o incluso un estado en particular; las zonas urbanas a menudo tienen la mortalidad materna global más baja debido a la disponibilidad de recursos médicos adecuados.  Por ejemplo, los estados con mayor literación y tasas de crecimiento tienden a tener mejor salud materna y también una mortalidad infantil menor.

#### VIH/sida
En julio de 2005, las mujeres representaron aproximadamente el 40 por ciento de los casos de VIH/sida en la India. El número de infecciones está aumentando en muchos lugares en la India; el cual se puede atribuir a las normas culturales, la falta de educación y la falta de acceso a los anticonceptivos, como a los preservativos.
El sistema gubernamental de la salud pública no provee medidas gratis como la prueba del VIH, lo cual sólo empeora el problema.
Los aspectos culturales también aumentan la prevalencia de la infección del VIH. La insistencia de una mujer para que un hombre use un condón podría implicar la promiscuidad de su parte, y así puede dificultar el uso de barreras protectoras durante el sexo.  Además, uno de los métodos primarios de anticoncepción entre las mujeres ha sido históricamente la esterilización, que no protege contra la transmisión del VIH.
La tasa de mortalidad actual del VIH/sida es mayor para las mujeres que para los hombres. Así como con otras formas de la salud de las mujeres en India, la diferencia es multidimensional. Debido a las mayores tasas de analfabetismo y dependencia económica en los hombres, las mujeres son menos propensas a ser llevadas a un hospital o recibir atención médica por necesidades de la salud en comparación con los hombres. Esto crea un riesgo mayor para que las mujeres sufran de complicaciones asociadas del VIH/sida. También hay pruebas que sugieren que la presencia de la infección por el VIH/sida en una mujer puede dar lugar a una perspectiva menor o nula del matrimonio, lo que crea una mayor estigmatización de las mujeres que sufren de VIH/sida.

#### Derechos reproductivos
India legalizó el aborto a principios de los setenta. Sin embargo, el acceso a las ciudades sigue siendo limitado. Menos del 20% de los centros del cuidado de la salud son capaces de proporcionar los servicios necesarios para un aborto. La falta de acceso es atribuida a una escasez de médicos y falta de equipo para llevar a cabo el procedimiento.
El feto más común en ser abortado es el femenino.  Son numerosos los factores que contribuyen al aborto de los fetos femeninos. Por ejemplo, las mujeres que son altamente educadas y han tenido una primogénita son más propensas a abortar a una mujer. El acto del aborto selectivo por sexo ha contribuido a una tasa sesgada de hombre a mujer. A partir del censo de 2011, la proporción de sexos entre los niños de 0 a 6 años de edad ha continuado una tendencia a más hombres.
La preferencia hacia los hombres sobre las mujeres en India, está arraigada por razones sociales, económicas y religiosas. Se cree frecuentemente que las mujeres son de un valor inferior en la sociedad debido a que su estado no es el de ser el sostén de la familia. 
El soporte financiero, la seguridad en la vejez,  la herencia de propiedades, el dote y las creencias que rodean los deberes religiosos, todos contribuyen la preferencia de los hombres sobre las mujeres. Una de las principales razones detrás de la preferencia hacia los hijos es la responsabilidad de tener que encontrar los novios de sus hijas. Las familias de las mujeres en India, frecuentemente deben de pagar un dote y todos los gastos relacionados al matrimonio, con el fin de casarlas, lo cual incrementa el costo asociado a tener una hija.

### Salud Cardiovascular
Las Enfermedades cardiovasculares son un importante contribuyente a la mortalidad femenina en la India. Las mujeres tienen mayores tasas de mortalidad relacionadas con las enfermedades cardiovasculares que los hombres en la India a causa de diferencias en el acceso a la atención médica entre los sexos. Una de las razones por las que el acceso se diferencia, se deriva de las normas sociales y culturales que impiden a las mujeres acceder a la atención adecuada. Por ejemplo , se encontró que entre los pacientes con cardiopatía congénita , las mujeres tenían menos probabilidades de ser operadas que los hombres porque las familias sentían que la cicatriz de una cirugía haría a las mujeres menos casaderas.
Además se encontró que las familias no pudieron buscar tratamiento médico para sus hijas debido al estigma social asociado con historias clínicas negativas. Un estudio realizado por Pednekar et al. en 2011 encontró que de cada 100 niños y niñas con cardiopatías congénitas , 70 niños tendrían una operación , mientras que sólo 22 niñas recibirán un trato similar. El principal causante de esta diferencia se debe a las normas culturales que dan a las mujeres poca ventaja en la selección de su pareja. Los miembros mayores de la familia deben encontrar maridos apropiados para las mujeres jóvenes en los hogares. Si se sabe que las mujeres tienen adversas historias clínicas, su capacidad de encontrar una pareja se reduce significativamente. Esta diferencia conduce a discrepancias en los resultados de la salud para hombres y mujeres.

### Salud Mental
La Salud Mental consta de una amplia gama de medidas de bienestar mental incluyendo la depresión, el estrés y las mediciones de la autoestima. Son numerosos los factores que afectan la prevalencia de los trastornos de salud mental entre las mujeres en India, como la edad avanzada, bajo nivel de educación, un menor número de niños en el hogar, la falta de empleo remunerado y el consumo de alcohol excesivo conyugal. También hay pruebas que sugieren que las desventajas asociadas con el género aumentan el riesgo de trastornos de salud mental. Las mujeres a quienes les resulta aceptable que los hombres utilicen la violencia contra las parejas femeninas pueden verse a sí mismas con menos valor que los hombres . A su vez, esto puede llevar a las mujeres a buscar menos vías de la asistencia sanitaria que inhiben su capacidad para hacer frente a diversos trastornos mentales.

Uno de los trastornos más comunes que afectan desproporcionadamente a las mujeres en los países de bajos ingresos es la depresión. Las mujeres indias sufren de depresión en mayor proporción que los hombres indios. Las mujeres indias que afrontan un grado más alto de pobreza y desigualdad de género muestran un índice más alto de depresión.  Las dificultades asociadas con las relaciones interpersonales -más a menudo las relaciones maritales- y las disparidades económicas han sido citadas como los principales causantes sociales de la depresión.

Se encontró que las mujeres indias suelen describir los síntomas somáticos en lugar de los factores estresantes emocionales y psicológicos que desencadenan los síntomas de la depresión. Esto a menudo hace que sea difícil evaluar con precisión la depresión entre las mujeres de la India teniendo en cuenta que no hay ninguna advertencia de la depresión. El género desempeña un papel importante en la depresión postnatal entre las mujeres indias.  Las mujeres son frecuentemente culpadas por el nacimiento de una niña. Además, las mujeres que ya tienen una niña, a menudo se enfrentan a presiones adicionales para tener hijos varones que se suman a su nivel de estrés general.
Las mujeres en la India tienen un comienzo más bajo de la esquizofrenia que los hombres. Sin embargo, las mujeres y los hombres difieren en los estigmas asociados a los que se deben enfrentar.
Mientras los hombres tienden a sufrir de funcionamiento ocupacional, las mujeres sufren en su funcionamiento marital. El tiempo de aparición también juega un papel en la estigmatización de la esquizofrenia. Las mujeres tienden a ser diagnosticadas con esquizofrenia posteriormente en la vida, a menudo después del nacimiento de sus hijos. Los niños a menudo son retirados de la atención de la madre enferma, lo que puede causar más angustia.

#### Suicidio
Las mujeres indias tienen tasas más altas de suicidio que las mujeres en otros países en vías de desarrollo del mundo. Las mujeres también tienen una tasa más alta de suicidio comparada con la de los hombres en India. Las razones más comúnmente citadas por el suicidio, están directamente relacionadas con la depresión, la ansiedad, la desventaja de género y la angustia relacionada con la violencia doméstica.
Muchas de las tasas altas de suicidio que se encuentran en toda la India y gran parte del sur de Asia han sido correlacionadas con la desventaja de género. La desventaja de género es frecuentemente expresada a través de violencia doméstica hacia las mujeres. La tasa de suicidio es particularmente alta entre las trabajadoras sexuales en la India, que se enfrentan a múltiples formas de discriminación por su género y línea de trabajo.

### Violencia Doméstica
La Violencia doméstica es un problema importante en India. Los actos físicos, psicológicos y sexuales de violencia doméstica hacías las mujeres son encontrados a lo largo del mundo y actualmente son vistos como una epidemia oculta por la Organización Mundial de la Salud. Los efectos de la violencia doméstica van más allá de la víctima; efectos generacionales y económicos que influyen sociedades enteras. Las economías de los países donde la violencia doméstica prevalece tienden a tener menor tasa de participación en el trabajo femenina, además de mayores gastos médicos y mayores tasas de discapacidad.
La prevalencia de la violencia doméstica en la India se asocia con las normas culturales del patriarcado, la jerarquía y las familias multigeneracionales.
La dominación patriarcal ocurre cuando los hombres utilizan los derechos superiores, los privilegios y el poder para crear un orden social que da a las mujeres y a los hombres diferentes roles de género. La resultante  estructura de poder deja a las mujeres como objetivos impotentes de la violencia doméstica. Los hombres utilizan la violencia doméstica como una forma de controlar el comportamiento.
En respuesta a la Encuesta Nacional de India de la Salud Familiar III del 2005-2006, el 31% de todas las mujeres reportaron haber sido víctimas de violencia física en los 12 meses anteriores a la encuesta. Sin embargo, el número real de víctimas podría ser mucho mayor. Las mujeres que son víctimas de violencia doméstica pueden subreportar o no informar sobre los casos. Esto puede ser debido a un sentimiento de vergüenza, derivada de las normas culturales asociadas con las mujeres como inferiores a sus maridos. Además, el subregistro de las mujeres puede ocurrir con el fin de proteger el honor de la familia.
Un estudio de 2012 realizado por Kimuna, utilizando datos de la Encuesta Nacional de India de la Salud Familiar III del 2005-2006, encontró que los índices de violencia doméstica varía en las numerosas medidas sociológicas, geográficas y económicas . El estudio encontró que el mujeres más pobres son tratadas peor entre las mujeres de ingresos medios y altos. los investigadores creen que la razón de las tasas más altas de violencia doméstica proviene de las presiones familiares mayores que resultan de la pobreza. Además, el estudio encontró que las mujeres que formaban parte de la fuerza laboral se enfrentaban a mayor violencia doméstica. Según los investigadores, las mujeres que trabajan pueden alterar el sistema de poder patriarcal dentro de los hogares de la India.
Los hombres pueden sentirse amenazados por el potencial de ingresos y la independencia de la mujer y reaccionar de forma violenta para cambiar la estructura del poder de género de vuelta en su favor. < Uno de los factores más importantes asociados con la violencia doméstica contra las mujeres fue la prevalencia del consumo de alcohol por los hombres dentro de los hogares. Un estudio de 2005 realizado por Pradeep Panda y Bina Agarwal encontró que la incidencia de la violencia doméstica contra las mujeres se redujo drásticamente con la propiedad de las mujeres de los bienes inmuebles, que incluyen la tierra y la vivienda.